# Dar el Bacha
Dar el Bacha (en árabe: دار الباشا‎, lit. 'Casa del Bajá') es un palacio situado en la antigua medina de Marrakech, Marruecos. Actualmente alberga el Museo de las Confluencias de Marrakech.

## Historia
Construido en 1910, el Dar el Bacha, que significa "casa del bajá", fue la residencia de Thami El Glaoui, a quien el sultán Mulay Yúsuf otorgó el título de bajá (aproximadamente "gobernador" u otro alto cargo) de Marrakech en 1912.
 Durante años fue la figura política más poderosa del sur marroquí bajo gobierno francés.  Construyó su palacio privado a escala fastuosa para impresionar a los invitados. Entre los invitados ilustres que visitaron Dar el Bacha se encuentran Colette, Maurice Ravel, Charlie Chaplin, Josephine Baker, Winston Churchill entre otros.

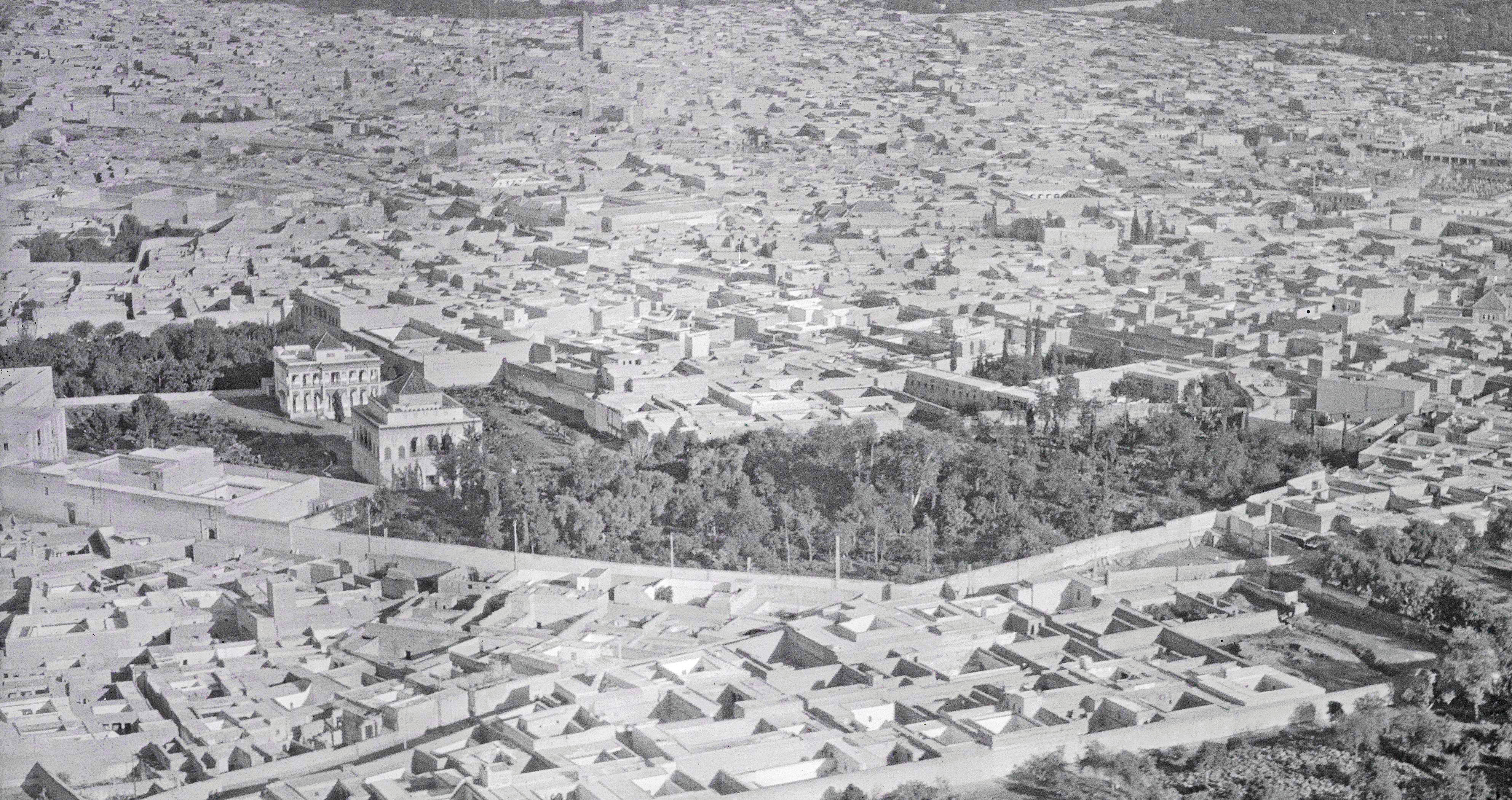
Los terrenos de Dar el Bacha a principios de la década de 1930: la estructura principal del palacio está fuera del encuadre a la izquierda, pero los grandes jardines y sus pabellones son visibles (mitad del encuadre).
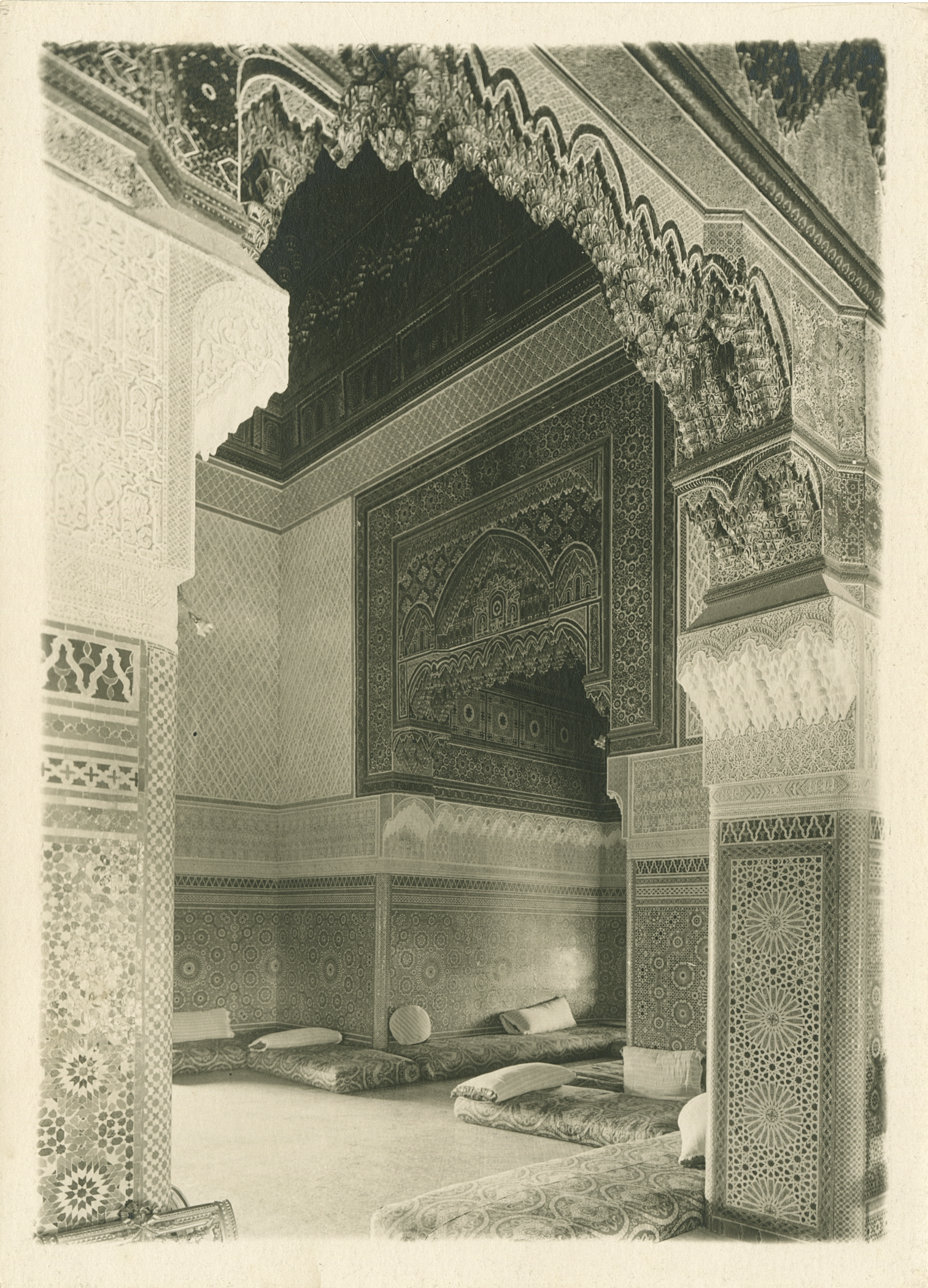
Una sala del palacio en 1927.

El palacio fue renovado por la Fondation nationale des musées (FNM) de Marruecos y convertido en un museo conocido como el Dar El Bacha - Musée des Confluences  o "Museo de las Confluencias". Fue inaugurado por Mohammed VI de Marruecos el 9 de julio de 2017.
El palacio sufrió daños durante el terremoto de septiembre de 2023 y posteriormente se cerró para ser reparado. La Fondation nationale des musées ha estimado que el palacio reabriría en noviembre de 2023. 

## Arquitectura
Dar el Bacha representa un bello ejemplo de arquitectura marroquí y de arquitectura tradicional, con fuentes y naranjos en el patio central, zonas tradicionales para sentarse y un hamán. Además de las características tradicionales marroquíes, el palacio también muestra influencias de la arquitectura europea y fue uno de los primeros palacios de Marrakech en presentar una decoración ostentosa en su exterior.
La zona que alberga el museo en la actualidad gira en torno a un patio rectangular ocupado por un gran jardín riadí dividido simétricamente en cuatro partes. A cada lado de este patio hay un salón o vestíbulo precedido de un pórtico con columnas ornamentadas. El resto del palacio incluía un hamán, una zona de servicio (la douiria) y una zona familiar privada (el harén). Muchas de las características del diseño original se han mantenido y restaurado, como los mosaicos de zellige en suelos y paredes, la decoración de estuco tallado y las puertas y techos de madera de cedro tallada y pintada.

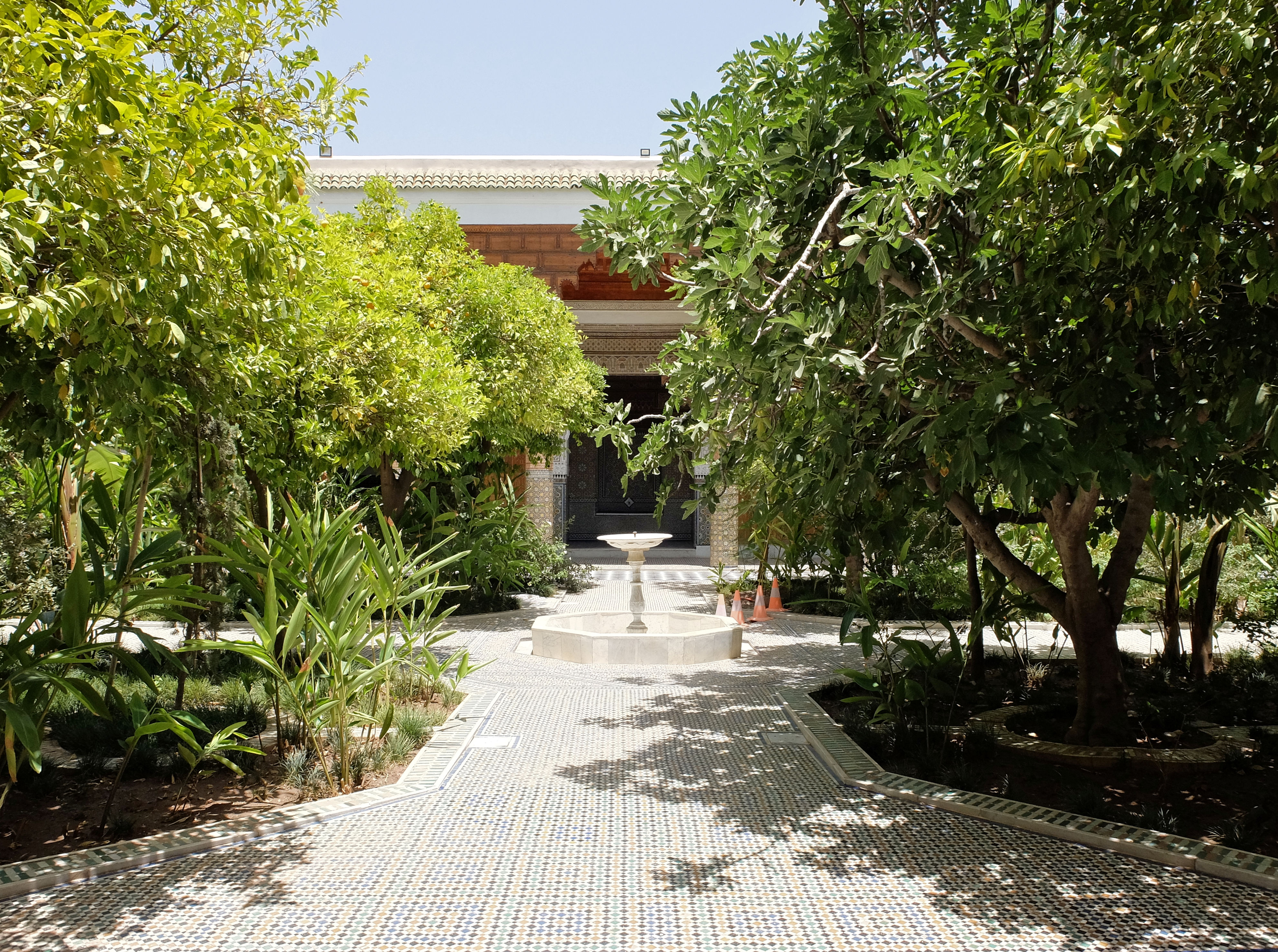
Patio principal y jardín del palacio.
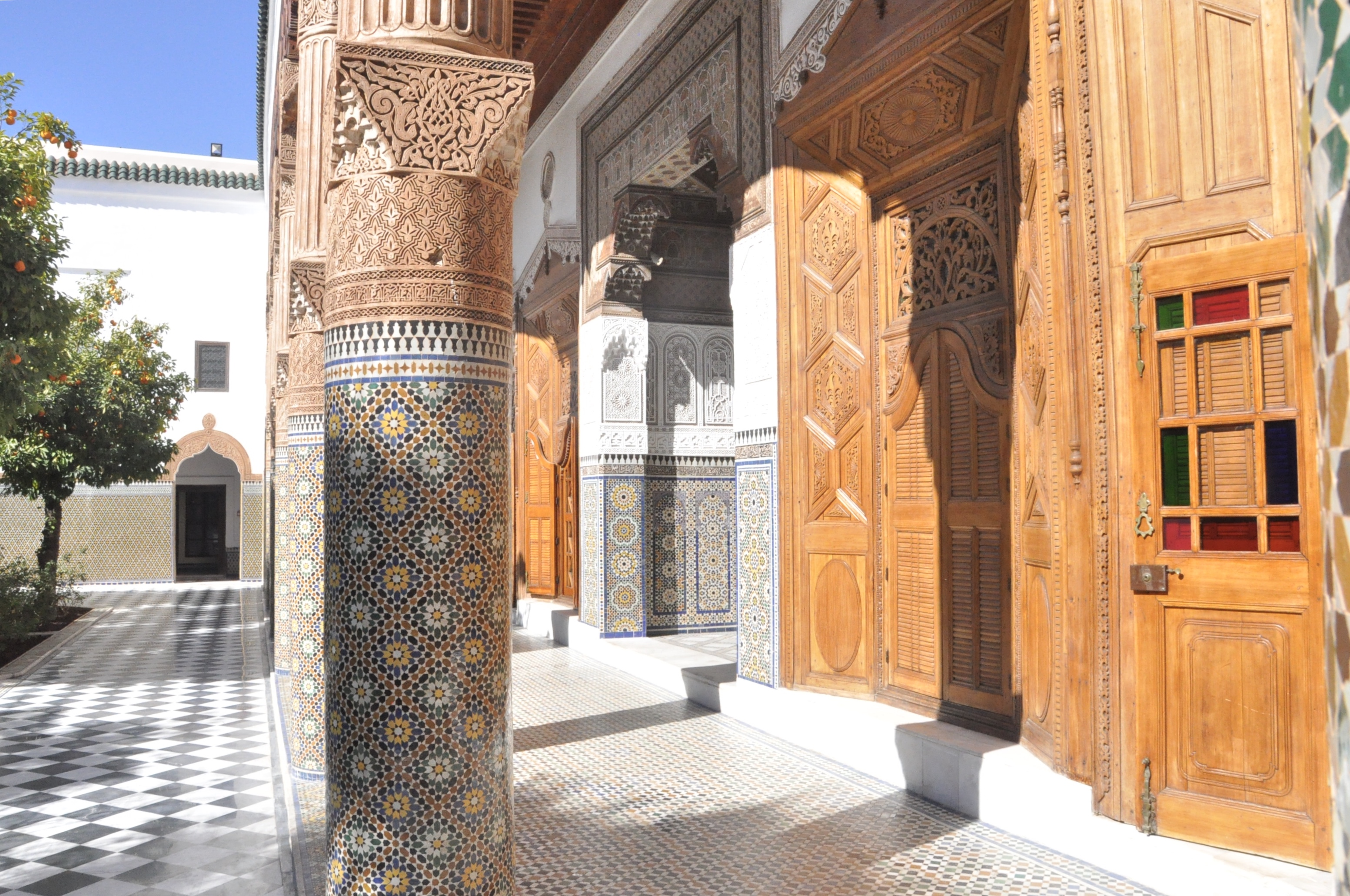
Columnas del patio (izquierda) y puertas de madera de los salones (derecha).
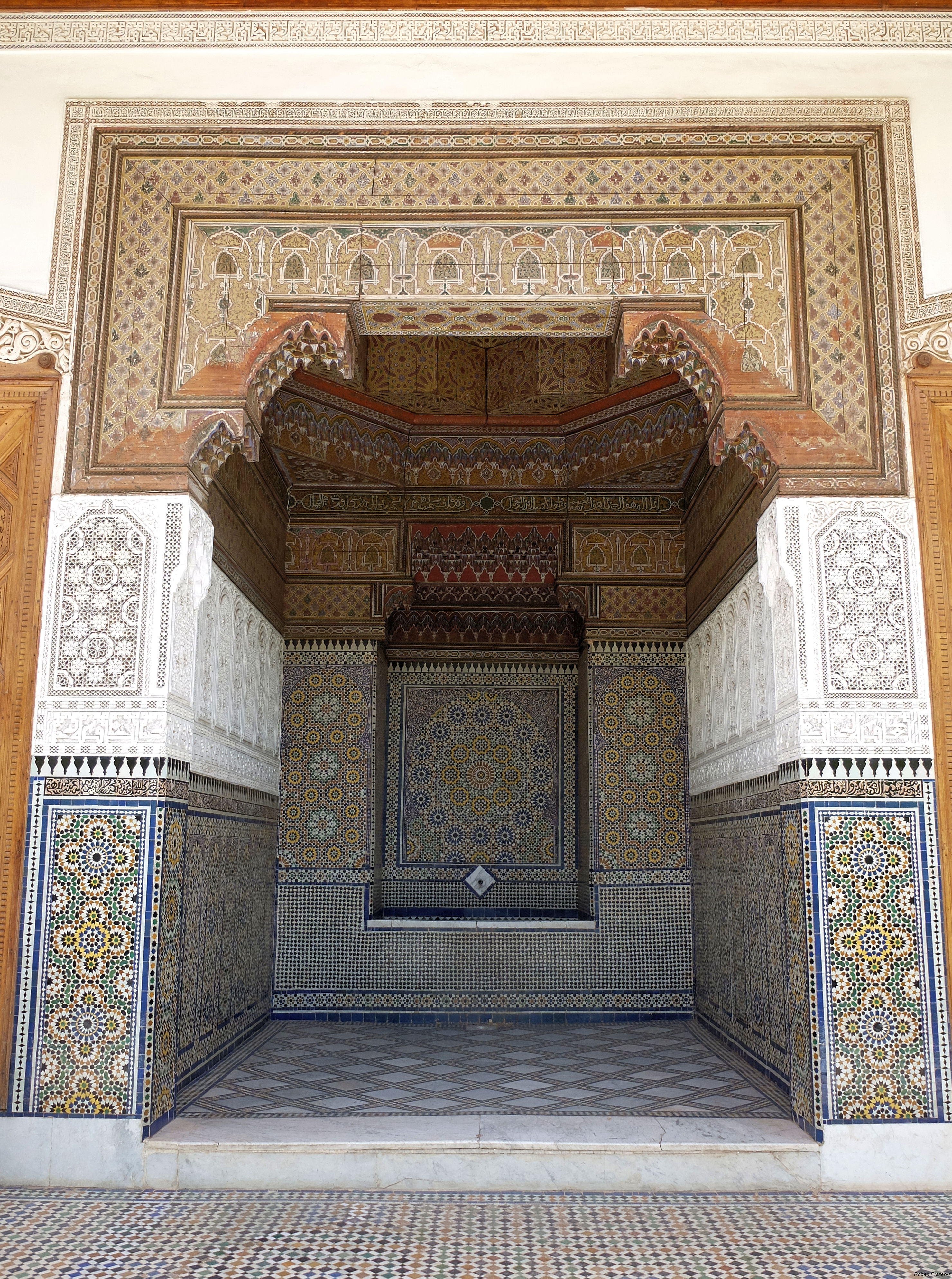
Alcoba con fuente mural junto al patio principal.
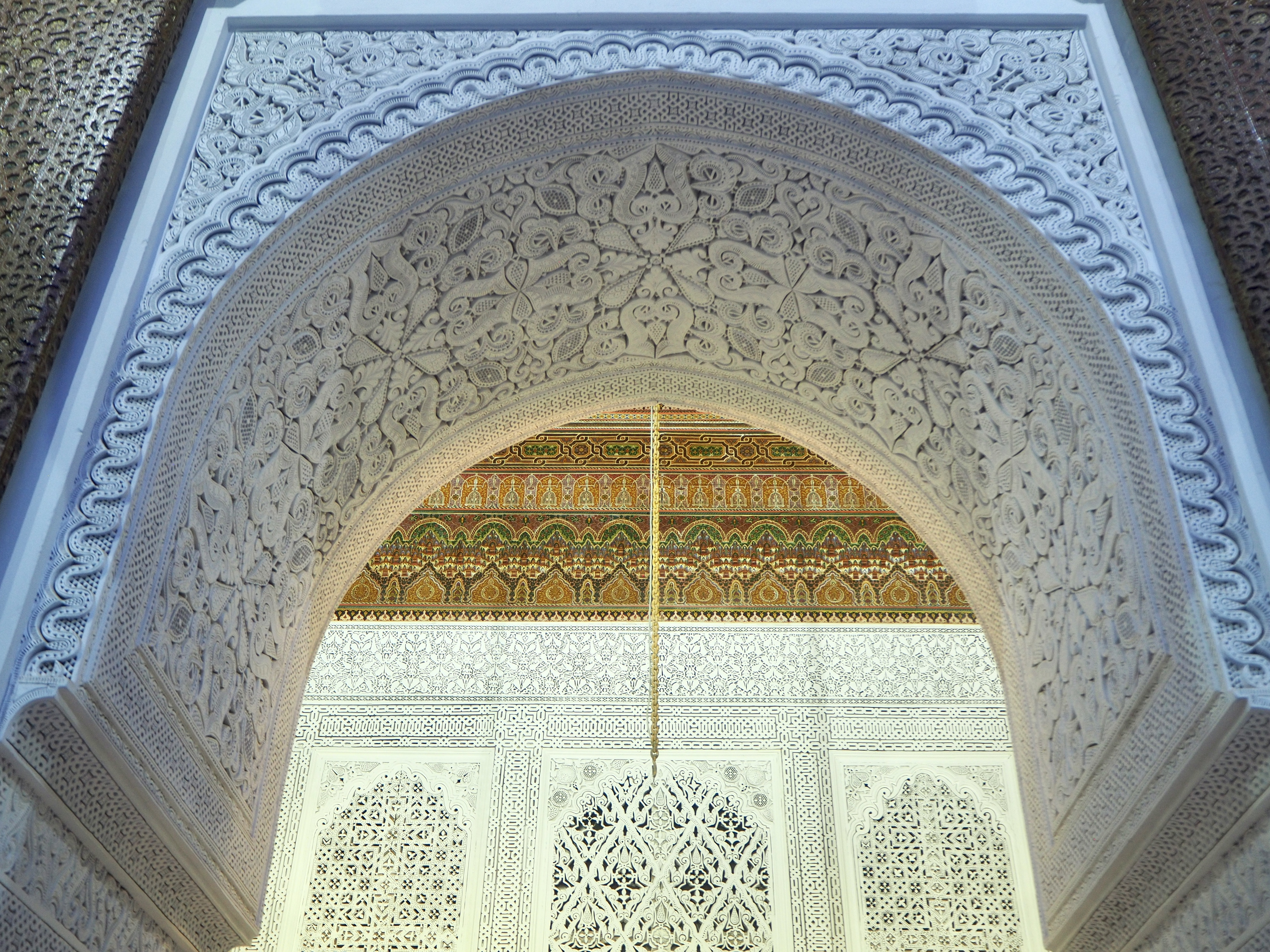
Decoración de estuco tallado en el interior del palacio
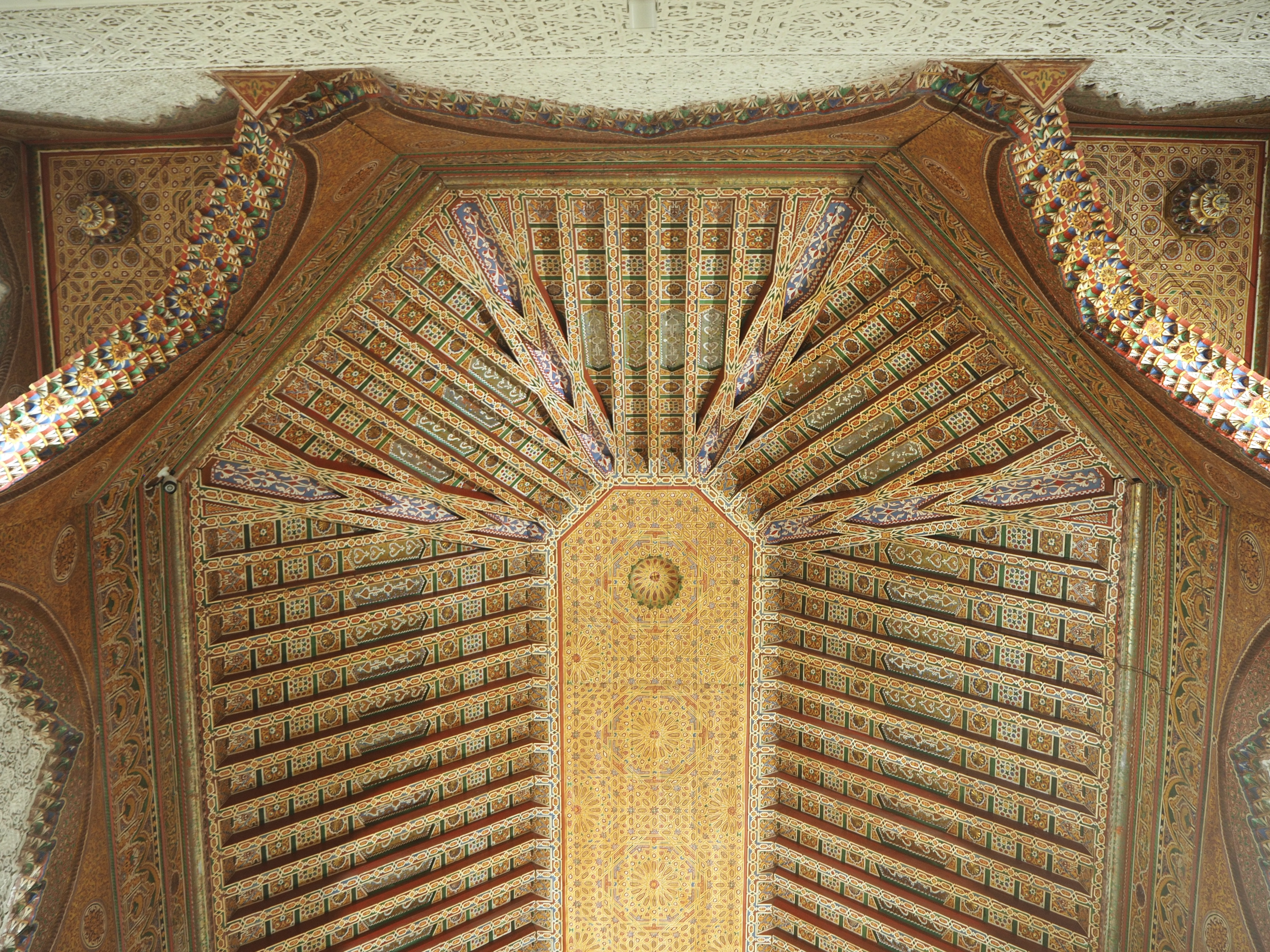
Techo de madera pintada y esculpida sobre una de las salas.

## Museo y cafetería
El museo también alberga exposiciones temporales que ponen de relieve las diferentes facetas de la cultura marroquí, así como diversos objetos de arte de diferentes culturas de todo el mundo. En 2018, una de sus exposiciones se centró en mostrar objetos procedentes de lugares de culto de las tres religiones monoteístas (judaísmo, cristianismo e islam).
Las exposiciones se encuentran en las salas que rodean el patio principal. También anexo al museo hay una cafetería, Bacha Coffee, que se encuentra en un salón de época y está especializado en café arábica.